# (18404) Kenichi
(18404) Kenichi est un astéroïde de la ceinture principale.

## Description
(18404) Kenichi est un astéroïde de la ceinture principale. Il fut découvert le 20 mars 1993 à Kitami par Kin Endate et Kazuro Watanabe. Il présente une orbite caractérisée par un demi-grand axe de 2,76 UA, une excentricité de 0,17 et une inclinaison de 9,9° par rapport à l'écliptique.

## Compléments